# Victor Martins
Victor Martins (Quincy-sous-Sénart, 2001. június 16. –) francia-portugál autóversenyző, a Williams versenyzői akadémia tagja és a 2022-es FIA Formula–3 bajnokság győztese.

## Pályafutása

### Gokart
2014-ben kezdett el gokartozni. 2016-ban megnyerte a CIK-FIA Világbajnokságot. 2016-ban a Motorsport.com jelölte a Top 10 legígéretesebb gokartos közé.

### Formula–4
Martin miközben 2016-ban még gokartozott, részt vett a Francia F4-ben vendégpilótaként, ahol két dobogót is szerzett. 2017-ben visszatért a szériába a teljes szezonra, négy győzelmet, kilenc pole-pozíciót, tíz leggyorsabb kört és tizenegy dobogót szerzett. Ezzel a legjobb újonc lett, és 2. helyen végzett az összesítésben 4 ponttal Arthur Rougier mögött.

### Formula Renault
Martins a R-ace GP csapathoz igazolt a 2018-as Formula Renault Európa-kupa szezonra. 2-2 győzelmet és pole-t szerzett a szezonban, így 5. helyen zárt év végén.
Szintén részt vett a NEC championship küzdelmeiben is.
A 2019-es szezonra váltott az MP Motorsport csapatra. Oscar Piastri mögött 7.5 ponttal 2. helyen fejezte be a szezont. 6 futamot nyert meg és 14 dobogót szerzett az évben.
A 2020-as szezonban ismét váltott és az ART Grand Prix pilótája lett, csapattársai Grégoire Saucy és az újonc Paul Aron lettek. Nagy csatában 7 győzelemmel bajnok lett, 44 ponttal megelőzve a brazil Caio Collet-et.

### Formula–3
A 2021-es szezonban felkerült az FIA Formula–3 bajnokságba és ott versenyzett az MP Motorsport színeiben, csapattársai a szintén Alpine Junior és korábbi riválisa Caio Collet és Tijmen van der Helm lettek. Kétszer állhatott pódiumra, a szezont az 5. helyen zárta.
2022 februárjában korábbi csapata, az ART Grand Prix leigazolta a 2022-es évadra. A szezon második versenyén, Bahreinben megszerezte első győzelmét a szezonban, Arthur Leclerc előtt. Az imolai pályán elért második helyezése után ismét győzelmet aratott a második barcelonai futamon. Az évad utolsó versenyén, Monzában negyedik lett, amellyel bajnoki címet ünnepelhetett Zane Maloney és Oliver Bearman előtt.
Jelenleg ő tartja az FIA Formula–3 bajnokság legtöbb dobogós helyezés rekordját 12-vel.

### Formula–2
2023 januárjában az ART ismertette, hogy Martins lesz Théo Pourchaire csapattársa a 2023-as FIA Formula–2 bajnokságban. Sikerült felállnia a dobogóra debütáló versenyén, Ralph Boschung és Dennis Hauger mögött a harmadik helyen zárt Bahreinben a sprintfutamon. A következő hétvégén, a szaúd-arábiai Dzsiddában az időmérőn pole-pozíciót szerzett. A szombati, fordított rajtrácsos sprinten a második helyet szerezte meg Ivasza Ajumu mögött, de a fő versenyen az élről indulva esett ki. Barcelonában dupla dobogós helyezést ért el, míg a Red Bull Ringi sprinten ezüstérmes lett Jak Crawford mögött. Martins két egymást követő pole-t szerzett, de csak utóbbit, Silverstone-ban sikerült rajt-cél győzelmet aratnia a vasárnapi fő versenyen. A kiírás hátralévő részében még két dobogós helyezést ért el, az elsőt a Hungaroringen, a másodikat Monzában. Végül az 5. lett a tabellán 150 ponttal, és az 1. az újoncok között, így elnyerte a 2019-ben elhunyt honfitársáról elnevezett Anthoine Hubert-díjat, amelyet minden évben a bajnokság legjobb újoncának ítélnek oda. 

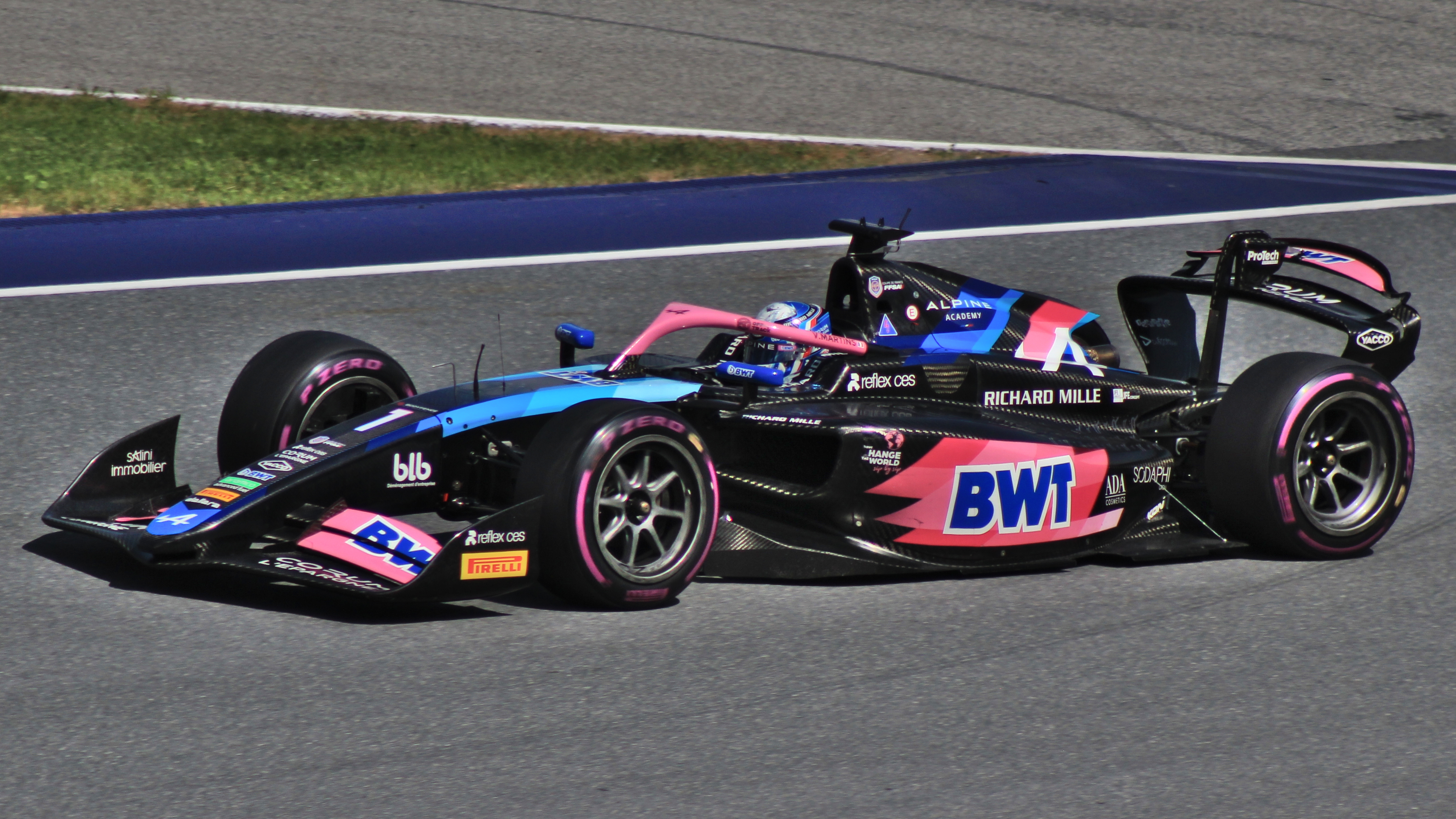
Martins a 2024-es osztrák nagydíjon.

Az ART a 2024-es évadra is megtartotta, új csapattársa Zak O'Sullivan lett. A szezon eleje nagyon negatívan alakult, kevés pontot szerzett. Az áttörést a barcelonai sprintfutam jelentette, ahol sikerült megnyernie a futamot, domináns teljesítménnyel. A hungaroringi fordulóan két második helyezést ért el, majd ezt követően még két második helyezést gyűjtött és a 7. helyen rangsorolták az év végén.

### Formula–1
2018-ban csatlakozott a Renault versenyzői akadémiához. 2019-ben elküldték, de a Formula Renaultban szerzett bajnoki címe után ismét csatlakozott a már Alpine névre átkeresztelt utánpótlás programhoz. 2023 májusában debütált egy Formula–1-es teszten Monzában, az Alpine A521-et vezetve. 2024 júniusában újabb lehetőséget kapott, ezúttal már az Alpine A522 volánja mögött a Red Bull Ringen. Novemberben ismét autóba ült a Losail International Circuiten, Katarban. 
A 2025-ös szezon kezdete előtt kikerült a csapatból. 2025. március 31-én bejelentették, hogy Martins csatlakozik a Williamshez. Néhány nappal később Monzában már részt vett első F1-es tesztjén az alakulattal.

### Sportautózás
2024 novemberében az Alpine tagjaként lehetőséget kapott a hosszútávú-világbajnokságon (WEC) induló csapatnál a sorozat újonc tesztjén, Bahreinben.

## Eredményei

### Karrier összefoglaló
| Szezon | Bajnokság                      | Csapat              | Verseny | Győzelem | Pole | Leggyorsabb kör | Dobogós helyezés | Pont  | Helyezés |
| ------ | ------------------------------ | ------------------- | ------- | -------- | ---- | --------------- | ---------------- | ----- | -------- |
| 2016   | Francia F4-es bajnokság        | FFSA Academy        | 4       | 0        | 0    | 0               | 2                | 0     | HN†      |
| 2017   | Francia F4-es bajnokság        | FFSA Academy        | 21      | 4        | 9    | 10              | 11               | 299   | 2.       |
| 2018   | Formula Renault Európa-kupa    | R-ace GP            | 20      | 2        | 2    | 1               | 6                | 186   | 5.       |
| 2018   | Formula Renault NEC            | R-ace GP            | 12      | 1        | 1    | 3               | 2                | 83    | 6.       |
| 2019   | Formula Renault Európa-kupa    | MP Motorsport       | 19      | 6        | 9    | 5               | 14               | 312.5 | 2.       |
| 2019   | Formula–3 Ázsia téli-bajnokság | Pinnacle Motorsport | 3       | 0        | 0    | 0               | 2                | 0     | HN†      |
| 2020   | Formula Renault Európa-kupa    | ART Grand Prix      | 20      | 7        | 10   | 8               | 14               | 348   | 1.       |
| 2021   | Formula–3                      | MP Motorsport       | 20      | 1        | 0    | 4               | 6                | 131   | 5.       |
| 2022   | Formula–3                      | ART Grand Prix      | 18      | 2        | 0    | 1               | 6                | 139   | 1.       |
| 2023   | Formula–2                      | ART Grand Prix      | 26      | 1        | 3    | 6               | 10               | 150   | 5.       |
| 2024   | Formula–2                      | ART Grand Prix      | 28      | 1        | 1    | 2               | 5                | 107   | 7.       |
| 2025   | Formula–2                      | ART Grand Prix      |         |          |      |                 |                  |       |          |

* A szezon jelenleg is zajlik.
‡ Mivel Martins vendégpilóta volt, ezért nem részesült bajnoki pontokban.

### Teljes FIA Formula–3-as eredménysorozata
(Táblázat értelmezése)

(Félkövér: pole-pozícióból indult; dőlt: leggyorsabb kört futott) 

| Év   | Csapat         | 1          | 2         | 3         | 4         | 5          | 6         | 7         | 8           | 9          | 10         | 11         | 12         | 13         | 14         | 15        | 16        | 17         | 18         | 19        | 20        | 21        | Helyezés | Pont |
| ---- | -------------- | ---------- | --------- | --------- | --------- | ---------- | --------- | --------- | ----------- | ---------- | ---------- | ---------- | ---------- | ---------- | ---------- | --------- | --------- | ---------- | ---------- | --------- | --------- | --------- | -------- | ---- |
| 2021 | MP Motorsport  | ESP SP1 9  | ESP SP2 2 | ESP FEA 5 | FRA SP1 2 | FRA SP2 3  | FRA FEA 4 | AUT SP1 5 | AUT SP2 26† | AUT FEA 24 | HUN SP1 15 | HUN SP2 25 | HUN FEA 27 | BEL SP1 5  | BEL SP2 7  | BEL FEA 2 | NED SP1 8 | NED SP2 1  | NED FEA 10 | RUS SP1 3 | RUS SP2 T | RUS FEA 8 | 5.       | 131  |
| 2022 | ART Grand Prix | BHR SPR Ki | BHR FEA 1 | IMO SPR 2 | IMO FEA 9 | ESP SPR Ki | ESP FEA 1 | GBR SPR 2 | GBR FEA 7   | AUT SPR 8  | AUT FEA 2  | HUN SPR 6  | HUN FEA 10 | BEL SPR 21 | BEL FEA Ki | NED SPR 7 | NED FEA 2 | ITA SPR 10 | ITA FEA 4  |           |           |           | 1.       | 139  |

† A versenyt nem fejezte be, de helyezését értékelték, mert a versenytáv több, mint 90%-át teljesítette.

### Teljes FIA Formula–2-es eredménysorozata
(Táblázat értelmezése)

(Félkövér: pole-pozícióból indult; dőlt: leggyorsabb kört futott) 

| Év   | Csapat         | 1          | 2          | 3          | 4          | 5          | 6          | 7           | 8           | 9          | 10         | 11        | 12         | 13         | 14         | 15         | 16          | 17        | 18        | 19         | 20         | 21         | 22        | 23        | 24         | 25         | 26         | 27         | 28        | Helyezés | Pont |
| ---- | -------------- | ---------- | ---------- | ---------- | ---------- | ---------- | ---------- | ----------- | ----------- | ---------- | ---------- | --------- | ---------- | ---------- | ---------- | ---------- | ----------- | --------- | --------- | ---------- | ---------- | ---------- | --------- | --------- | ---------- | ---------- | ---------- | ---------- | --------- | -------- | ---- |
| 2023 | ART Grand Prix | BHR SPR 3  | BHR FEA Ki | KSA SPR 2  | KSA FEA Ki | AUS SPR 15 | AUS FEA 18 | AZE SPR 13† | AZE FEA Kiz | MON SPR 7  | MON FEA 8  | ESP SPR 3 | ESP FEA 3  | AUT SPR 2  | AUT FEA 9  | GBR SPR 7  | GBR FEA 1   | HUN SPR 7 | HUN FEA 3 | BEL SPR 4  | BEL FEA 5  | NED SPR 2^ | NED FEA 9 | ITA SPR 2 | ITA FEA Ki | UAE SPR 20 | UAE FEA 2  |            |           | 5.       | 150  |
| 2024 | ART Grand Prix | BHR SPR 11 | BHR FEA Ki | KSA SPR Ki | KSA FEA 11 | AUS SPR 7  | AUS FEA 8  | IMO SPR 12  | IMO FEA 9   | MON SPR Ki | MON FEA 9  | ESP SPR 1 | ESP FEA Ki | AUT SPR 10 | AUT FEA 11 | GBR SPR Ki | GBR FEA 5   | HUN SPR 2 | HUN FEA 2 | BEL SPR 12 | BEL FEA Ki | ITA SPR 2  | ITA FEA 6 | AZE SPR 4 | AZE FEA 2‡ | QAT SPR 17 | QAT FEA Hn | UAE SPR 19 | UAE FEA 4 | 7.       | 107  |
| 2025 | ART Grand Prix | AUS SPR Ki | AUS FEA T  | BHR SPR 14 | BHR FEA 5  | KSA SPR 8  | KSA FEA 3  | IMO SPR 4   | IMO FEA 12  | MON SPR 17 | MON FEA Ki | ESP SPR 5 | ESP FEA 8  | AUT SPR 7  | AUT FEA 7  | GBR SPR 8  | GBR FEA 19† | BEL SPR   | BEL FEA   | HUN SPR    | HUN FEA    | ITA SPR    | ITA FEA   | AZE SPR   | AZE FEA    | QAT SPR    | QAT FEA    | UAE SPR    | UAE FEA   | 9.*      | 52*  |

* A szezon jelenleg is zalik.
† A versenyt nem fejezte be, de helyezését értékelték, mert a versenytáv több, mint 90%-át teljesítette.
^ A versenyt kevesebb, mint 2 kör után félbeszakították, így nem osztottak pontokat.
‡ A versenyen csökkentett pontszámokat osztottak.